# Konark
Konark (auch Konarak) ist eine Kleinstadt am Golf von Bengalen im indischen Bundesstaat Odisha, etwa 35 km entfernt von Puri. Sie hat den Status eines Notified Area Councils.
Im Dezember findet in Konark jedes Jahr ein Festival des klassischen indischen Tanzes statt. Es gibt Aufführungen des traditionellen Odissi-Tanzes.

## Sonnentempel
Bekannt ist Konark durch den dortigen Sonnentempel, ein UNESCO-Weltkulturerbe.

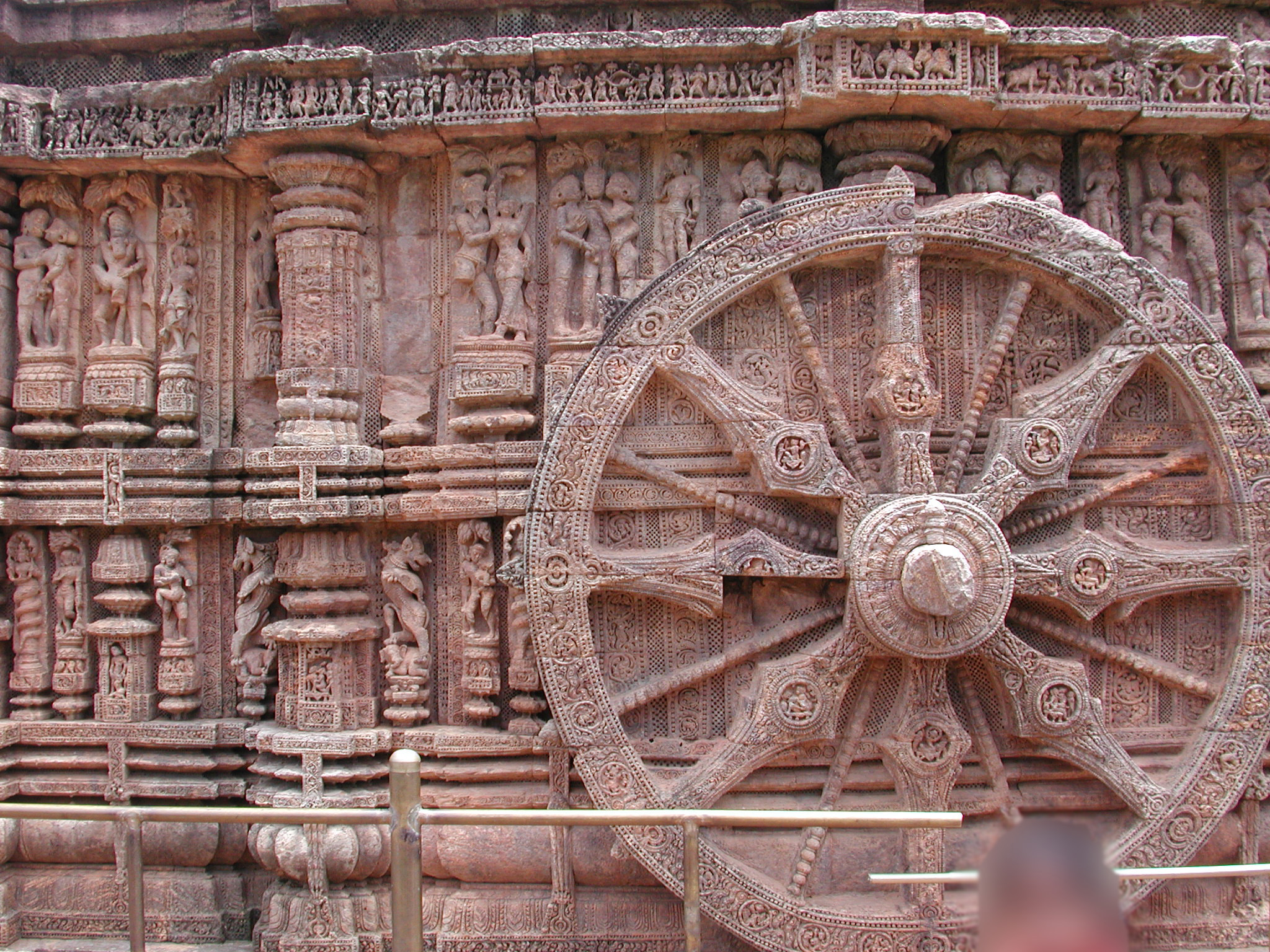
Rad und erhaltene Darstellungen

Die Tempelanlage wurde Mitte des 13. Jahrhunderts unter König Narasimha Deva (1238–1264) gebaut und bereits kurze Zeit später oder sogar noch während des Aufbaus aufgegeben. Der ursprüngliche Tempelturm ist nicht erhalten. Es ist unsicher, ob er überhaupt je fertiggestellt wurde. Der heute noch gut erhaltene Teil ist die hohe Sockelzone von Haupttempel und Vorhalle. Der Bau wurde als symbolisches Gespann (Ratha) des Sonnengottes Surya mit sieben Pferden errichtet. Von Surya sind Skulpturen aus grünem Chlorit erhalten.
An der hohen Sockelzone des Tempels befinden sich 24 große, aus dem Stein gemeißelte Wagenräder, Reste der Zugpferde und eine enorme Vielzahl von detailreichen kleineren Darstellungen. Viele davon stellen Menschen bei sexuellen Handlungen dar. Mehrere frontal stehende, musizierende Figuren halten einfache Stabzithern (vina) vom Typ der heute in der Region gespielten tuila in den Händen.

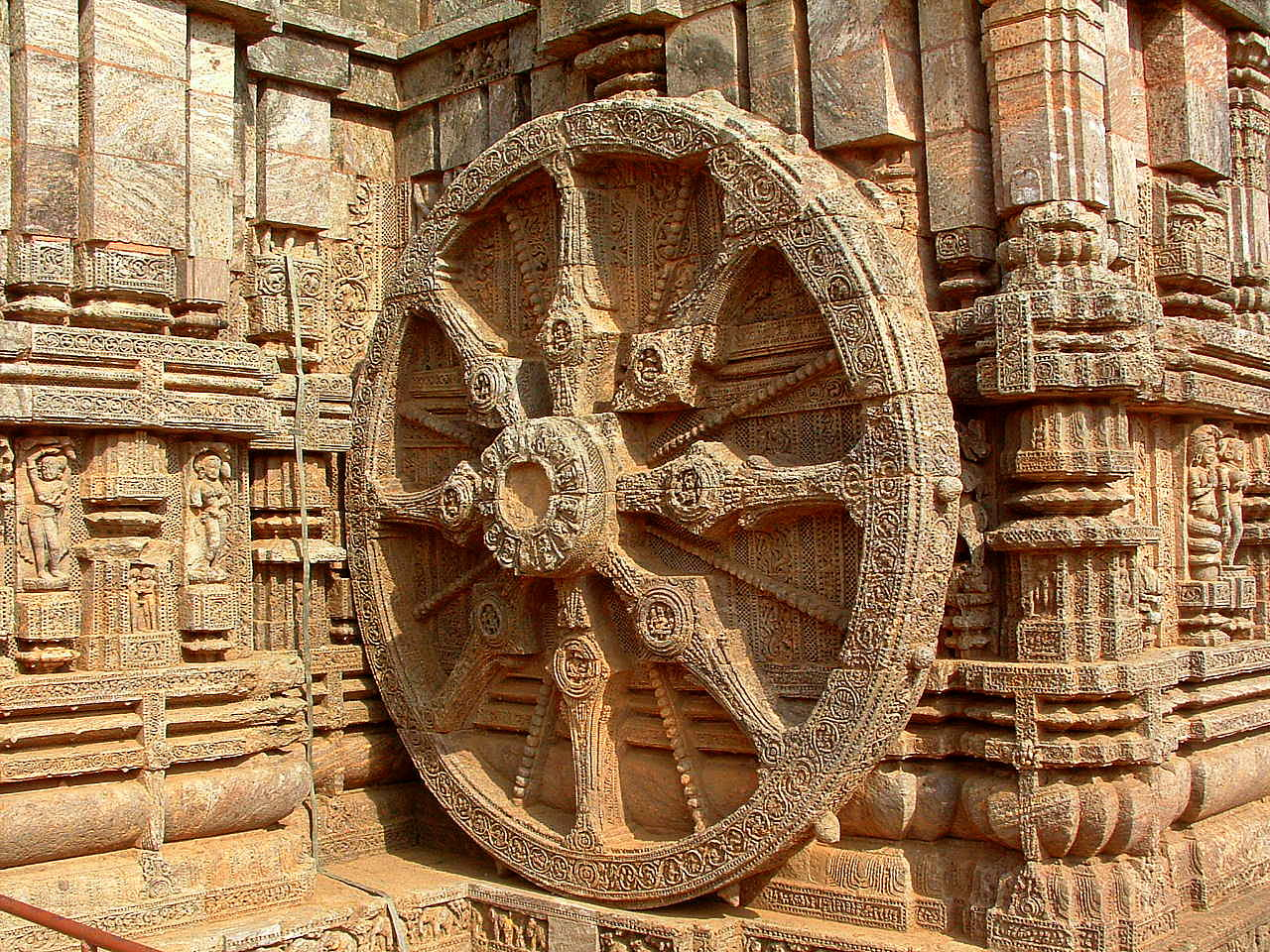
Teils fehlende Restaurierung der ursprünglichen figurativen Darstellungen

Am Gebäude werden und wurden Reparaturen zur Erhaltung der Substanz und Stabilität durchgeführt. Die neuen Teile werden aus dem gleichen Gestein hergestellt wie der ursprüngliche Bau, jedoch ohne Restaurierung der ursprünglichen figurativen Darstellungen. Aus Sicherheitsgründen sind nicht alle Teile des Gebäudes für das Publikum zugänglich, doch ist die Vielzahl der noch erhaltenen üppigen Reliefverzierungen und Figuren sehr gut zu sehen.
Eine Sammlung von ausgegrabenen Skulpturen des Tempels ist im Museum (Sun Temple Museum) neben der Tempelanlage ausgestellt.